# Emma Malewski
Emma Leonie Malewski (Hamburgo, 18 de julio de 2004) es una deportista alemana que compite en gimnasia artística. Ganó dos medallas en el Campeonato Europeo de Gimnasia Artística de 2022, oro en la barra de equilibrio y bronce por equipos.

## Palmarés internacional
| Campeonato Europeo | Campeonato Europeo | Campeonato Europeo | Campeonato Europeo   |
| Año                | Lugar              | Medalla            | Prueba               |
| ------------------ | ------------------ | ------------------ | -------------------- |
| 2022               | Múnich (Alemania)  | Medalla de oro     | Barra                |
| 2022               | Múnich (Alemania)  | Medalla de bronce  | Concurso por equipos |